# Panxi, Yunnan
Panxi (kinesiska: 盘溪) är en köpinghuvudort i Kina. Den ligger i provinsen Yunnan, i den sydvästra delen av landet, omkring 100 kilometer sydost om provinshuvudstaden Kunming. Antalet invånare är 53 677. Befolkningen består av 26 317 kvinnor och 27 360 män. Barn under 15 år utgör 18,0 %, vuxna 15-64 år 72 %, och äldre över 65 år 8,0 %.